# Rodolfo Giulio Brignole Sale
Rodolfo Emilio Maria Brignole Sale (ur. 27 czerwca 1708 w Genui, zm. 18 kwietnia 1774) – polityk genueński z rodu patrycjuszowskiego Brignole.
Od 25 listopada 1762 do 25 listopada 1764 roku był dożą Republiki Genui.